# John Newbold
John Newbold (Jacksdale, 14 december 1952 - Coleraine, 15 mei 1982) was een Brits motorcoureur. Zijn beste seizoen was dat van 1976, toen hij met een Suzuki vijfde werd in het wereldkampioenschap wegrace 500 cc. 

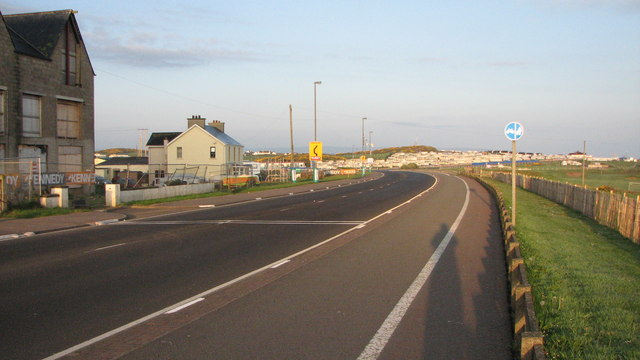
de nadering van Juniper Hill tussen Portrush en Portstewart kostte in 1979 ook het leven aan Tom Herron

John Newbold groeide op in South Normanton als zoon van een slager. John zelf leerde ook het slagersvak.

## Carrière
Toen hij vijftien jaar oud was reed hij zijn eerste grasbaanraces met een geleende motorfiets van John Cooper. Door een wat gelukkige manche-overwinning kon hij een zwaardere motorfiets kopen.
In 1974 debuteerde hij in het wereldkampioenschap wegrace met een Yamaha TZ 350. In de TT van Assen werd hij zevende, waardoor hij het seizoen op de 34e plaats afsloot.
In 1975 werd hij al opgenomen in het team van Suzuki GB, als teamgenoot van Barry Sheene en Stan Woods in de Formule 750 en als er tijd voor was ook in het wereldkampioenschap 500 cc. In de 750 cc Prijs van de FIM werd hij in Mettet en in Assen tweede in een manche en op de Hockenheimring derde. In de eindstand werd hij vijfde. In het wereldkampioenschap 500 cc werd hij met een tweecilinder Suzuki TR 500 tweede in de Belgische Grand Prix en achtste in de eindstand.
In 1976 bestond Suzuki GB (inmiddels Heron-Suzuki) uit John Newbold, Barry Sheene, John Williams en (alleen voor nationale wedstrijden) Percy Tait. Het zwaartepunt lag niet meer bij de Formule 750, maar bij het 500cc-wereldkampioenschap. Toch werd Newbold als beste Suzuki-rijder derde in het Formule 750-kampioenschap. Newbold won tot zijn eigen verrassing de 500cc-Grand Prix van Tsjecho-Slowakije en werd vijfde in het wereldkampioenschap 500 cc.
In 1977 was zijn beste prestatie een zevende plaats in de 500cc-GP des Nations. Hij werd in het 350cc-wereldkampioenschap met een Yamaha 39e en met de 500cc-Suzuki 23e. Zijn seizoen werd voortijdig afgebroken toen hij in de Zweedse Grand Prix een arm brak.
Na 1978 verscheen John Newbold niet meer in wedstrijden op het Europese vasteland. Hij beperkte zich tot wedstrijden in het Verenigd Koninkrijk. In 1978 won hij de North West 200 in Noord-Ierland.
Hij startte tijdens de TT van Man van 1981 voor het eerst op het eiland Man, maar debuteerde zeer goed met vierde plaatsen in de Formula One TT en de Classic TT en een derde plaats in de Senior TT.

## Overlijden
Op 15 mei 1982 reed John Newbold tijdens de North West 200 bij Juniper Hill tegen het achterwiel van Mick Grant. Newbold vloog daarna tegen een muur en was op slag dood. Ron Haslam en Roger Marshall braken na het ongeval hun race meteen af, maar Grant reed door en won de race.
John Newbold was het vijfde dodelijke slachtoffer van The Triangle in vier jaar en bij Juniper Hill was in 1979 ook Tom Herron verongelukt. Na de dood van Newbold werd het circuit veranderd en kwam er een chicane voor Juniper Hill.

## Wereldkampioenschap wegrace resultaten
(Races in vet zijn pole-positions; races in cursief geven de snelste ronde aan)
| Jaar | Klasse | Team            | Motorfiets    | 1     | 2            | 3       | 4       | 5     | 6       | 7       | 8       | 9       | 10      | 11      | 12    | 13      | Punten | Plaats | Overwinningen |
| ---- | ------ | --------------- | ------------- | ----- | ------------ | ------- | ------- | ----- | ------- | ------- | ------- | ------- | ------- | ------- | ----- | ------- | ------ | ------ | ------------- |
| 1974 | 250 cc | Privé           | Yamaha TZ 250 |       | DUI -        |         | NAT -   | IOM - | NED 17  | BEL -   | ZWE -   | FIN -   | TSL -   | JOE -   | SPA - |         | 0      | -      | 0             |
| 1974 | 350 cc | Privé           | Yamaha TZ 350 | FRA - | DUI -        | OOS -   | NAT -   | IOM - | NED 7   |         | ZWE -   | FIN -   |         | JOE -   | SPA - |         | 4      | 36e    | 0             |
| 1975 | 500 cc | Heron Suzuki GB | Suzuki TR 500 | FRA - |              | OOS DNF | DUI 12  | NAT 7 | IOM -   | NED 4   | BEL 2   | ZWE DNF | FIN -   | TSL -   |       |         | 24     | 8e     | 0             |
| 1976 | 500 cc | Heron Suzuki GB | Suzuki RG 500 | FRA - | OOS -        | NAT DNF |         | IOM - | NED DNF | BEL 9   | ZWE 10  | FIN 4   | TSL 1   | DUI 4   |       |         | 24     | 5e     | 1             |
| 1977 | 350 cc | Privé           | Yamaha TZ 350 | VEN - | OOS afgelast | DUI 14  | NAT -   | SPA - | FRA 10  | JOE -   | NED DNF |         | ZWE -   | FIN -   | TSL - | GBR -   | 1      | 39e    | 0             |
| 1977 | 500 cc | Privé           | Suzuki RG 500 | VEN - | OOS -        | DUI 15  | NAT 7   |       | FRA DNF |         | NED 12  | BEL DNF | ZWE DNF | FIN -   | TSL - | GBR DNF | 4      | 23e    | 0             |
| 1978 | 350 cc | Privé           | Yamaha TZ 350 | VEN - |              | OOS DNQ | FRA DNF | NAT - | NED DNQ |         | ZWE -   | FIN -   | GBR DNF | DUI -   | TSL - | JOE -   | 0      | -      | 0             |
| 1978 | 500 cc | Privé           | Suzuki RG 500 | VEN - | SPA DNF      | OOS DNF | FRA 18  | NAT - | NED 7   | BEL DNF | ZWE -   | FIN -   | GBR 8   | DUI -   |       |         | 7      | 16e    | 0             |
| 1979 | 500 cc | Privé           | Suzuki RG 500 | VEN - | OOS -        | DUI -   | NAT -   | SPA - | JOE -   | NED -   | BEL -   | ZWE -   | FIN -   | GBR 10  |       | FRA -   | 1      | 39e    | 0             |
| 1980 | 500 cc | Privé           | Suzuki RG 500 | NAT - | SPA -        | FRA -   | JOE -   | NED - | BEL -   | FIN -   | GBR 12  | TSL -   | DUI -   |         |       |         | 0      | -      | 0             |
| 1981 | 500 cc | Privé           | Suzuki RG 500 |       | OOS -        | DUI -   | NAT -   | FRA - |         | JOE -   | NED -   | BEL -   | SMR -   | GBR DNF | FIN - | ZWE -   | 0      | -      | 0             |